# Rugbyclub Zwolle
Rugby Club Zwolle is een Nederlandse rugbyvereniging.

## Geschiedenis
Rugby Club Zwolle is in 1975 officieel opgericht door een paar rugbyspelers uit Zwolle en heeft sindsdien ononderbroken meegespeeld in de competitie van de Nederlandse rugbybond. In de beginfase speelde de Rugby Club Zwolle met succes in Zwolle-Zuid, waar enkele kampioenschappen zijn behaald en later via verhuizingen langs de sportparken van onder andere SVI, ZAC, Zwolsche Boys en HTC is de Rugby Club Zwolle uiteindelijk neergestreken op sportpark de Marslanden.
In 2000 is het 25-jarig jubileum gevierd op het sportpark de Pelikaan. Na de aftrap door burgemeester Jan Franssen en onder grote publieke belangstelling, speelden "Oud spelers" tegen het huidige team, gevolgd door een zeer gezellige feestavond in "de Vrolijkheid".
Vanaf de beginjaren is er bij rugby club Zwolle altijd een traditie geweest van rugby Tours naar het buitenland. Tot op heden wordt nog elk jaar een oefentrip naar veelal de Angelsaksische landen gemaakt om rugby te spelen, de (rugby-) cultuur te proeven en unieke banden aan te gaan met buitenlandse verenigingen. We hebben dan ook al menig team mogen ontvangen in Zwolle.
In het seizoen 2006 -2007 is op de Marslanden een eigen accommodatie gerealiseerd, van waaruit getraind en gespeeld wordt op het veld voor het clubhuis. De accommodatie is voor een groot deel met zelfwerkzaamheid gerealiseerd. De eerste steen werd gelegd door ere-lid Leonor Gnanapragassam.
Twee jaar na de opening van het nieuwe clubhuis werd het kampioenschap derde klasse Noord Oost behaald, waarna promotie naar de tweede klasse Noord een feit was. Inmiddels speelt de Rugby Club Zwolle met 3 senioren teams in de competitie (Heren 1, Heren 2 en het damesteam "Big Zwingeloo") en 6 jeugdteams. Inmiddels wordt er gewerkt aan een veteranenteam (social rugby).

## Locatie
In de eerste jaren was de club te gast bij diverse (voornamelijk voetbal) sportverenigingen. In 2007 kreeg het bestuur onder leiding van Peter Steggink het voor elkaar een eigen clubhuis te realiseren. Het clubhuis is ontworpen en gebouwd door de leden en sponsoren van rugbyclub zwolle. In het najaar van 2006 is de eerste steen gelegd door erelid Leonor Gnanapragassam . In Juni 2007 is het clubhuis officieel geopend.
Afgelopen jaren is het clubhuis door de leden "afgebouwd" zodat er nu ook een houten vloer ligt. Rond de open haard staan chesterfields.

## Kleuren
De officiële kleuren zijn blauw en wit. Er zijn verschillende shirts in omloop. Dit wordt mede in de hand gewerkt door wisselende shirtsponsors.